# Эт-Таиф
Эт-Та́иф (Таиф; араб. الطائف‎, в некоторых переводах: Тоиоф) — город на западе Саудовской Аравии с населением 521 тысяча жителей (на 2004 год). Расположен в историческом регионе Хиджаз в 70 км юго-восточнее Мекки, на высоте 1751 м над уровнем моря. В городе располагается летняя резиденция правительства.

## История
В доисламскую эпоху в Эт-Таифе находилось святилище богини Аллат, разрушенное впоследствии пророком Мухаммедом. С начала возвышения Мекки как мусульманской святыни Эт-Таиф оказался в её тени и стал зависимым от её правителей. Однако приятный климат был также причиной того, что в Таифе располагалась резиденция мекканских правителей из рода Хашимитов. В 1924 году город был завоёван саудовцами. В 1934 году в Эт-Таифе был заключён мир с Йеменом. В 1989 году здесь проходили переговоры по прекращению Гражданской войны в Ливане, а в заключённом Таифском договоре для Ливана был достигнут конфессиональный паритет.

## Климат
| Показатель                          | Янв. | Фев. | Март | Апр. | Май  | Июнь | Июль | Авг. | Сен. | Окт. | Нояб. | Дек. | Год   |
| ----------------------------------- | ---- | ---- | ---- | ---- | ---- | ---- | ---- | ---- | ---- | ---- | ----- | ---- | ----- |
| Средний суточный максимум, °C       | 21,9 | 23,7 | 26,7 | 28,7 | 32,3 | 35,1 | 34,4 | 34,3 | 33,9 | 29,6 | 25,4  | 22,7 | 29,1  |
| Средняя температура, °C             | 15,2 | 16,6 | 19,7 | 21,9 | 25,4 | 28,4 | 28,7 | 28,6 | 27,2 | 22,6 | 18,6  | 15,9 | 22,4  |
| Средний суточный минимум, °C        | 8,4  | 9,5  | 12,7 | 15,1 | 18,6 | 21,7 | 22,9 | 22,9 | 20,5 | 15,5 | 11,9  | 9,1  | 15,7  |
| Норма осадков, мм                   | 9,6  | 1,8  | 16,8 | 34,7 | 34,7 | 4,3  | 1,9  | 15,5 | 9,6  | 15,4 | 21,9  | 6,3  | 172,5 |
| Источник: Гонконгская обсерватория, |      |      |      |      |      |      |      |      |      |      |       |      |       |

## Достопримечательности
- Мечеть и усыпальница двоюродного брата пророка Мухаммеда Абдуллаха ибн Аббаса
- Плантации розы таиф, применяемой в парфюмерии.